# Cristina Fantoni
Cristina Fantoni (Bologna, 12 aprile 1973) è una giornalista e conduttrice televisiva italiana.

## Biografia
Laureata in Scienze politiche, indirizzo Relazioni Internazionali, alla LUISS con una tesi sul Linguaggio verbale e non verbale del calcio, dal 12 settembre 2000 è iscritta all'Albo dei Giornalisti.
Dal 1996 entra a far parte della redazione di TMC: la sua esperienza comincia come conduttrice del telegiornale sportivo TMC Sport.
Ha seguito come inviata due edizioni dei Campionati mondiali di sci alpino: quelli del 1997 al Sestriere e due anni dopo l'edizione del 1999 a Vail-Beaver Creek, nel Colorado. In quella occasione conosce, e successivamente sposerà nel 2002, Carlo Vanzini, allora suo collega a TMC ed oggi giornalista sportivo e inviato per la Formula 1 per SKY Sport, da cui ha avuto tre figli.
In ambito calcistico segue come inviata i Mondiali di Francia '98 e gli Europei di Belgio-Olanda 2000, in entrambi i casi come conduttrice sul posto dei vari studi pre e post partita. Negli anni successivi condurrà settimanali e trasmissioni sportive quali Mondocalcio, Goleada e Sportstory.
Entra quindi nella redazione giornalistica della neonata LA7, e Gad Lerner, allora direttore del telegiornale, la sceglie per la conduzione delle ore 20:00. Successivamente tornerà allo sport, sua grande passione.
Ha seguito come inviata i Giochi olimpici di Torino 2006 ed è stata, in occasione dei Mondiali di Calcio di Germania 2006, uno dei volti della trasmissione Il gol sopra Berlino, con dei collegamenti in diretta dalla Germania.
Ha condotto per La7 Le partite non finiscono mai, trasmissione di approfondimento calcistico del lunedì sera ed è stata inviata a bordocampo in occasione delle partite di Serie A trasmesse in pay-per-view sul digitale terrestre di Cartapiù. È stata inviata per il Sei Nazioni di rugby come conduttrice del pre e post partita e bordocampista durante le partite della Nazionale. Nel giugno 2014 ha condotto l'approfondimento TG La7 Brazil sul Campionato mondiale di calcio 2014.
Attualmente fa parte della redazione sportiva di Milano di LA7 come inviata ed è una delle conduttrici dell'edizione delle 13:30 del TG LA7.